# 2812 Scaltriti
2812 Scaltriti је астероид главног астероидног појаса са средњом удаљеношћу од Сунца која износи 2,223 астрономских јединица (АЈ).
Апсолутна магнитуда астероида је 13,5.